# اتشايش (السيالغة الشماليين)
اتشايش هو دُوَّار يقع بجماعة أولاد عيسى، إقليم خريبكة، جهة بني ملال خنيفرة في المملكة المغربية. ينتمي الدوّار لمشيخة السيالغة الشماليين التي تضم 3 دواوير. يقدر عدد سكانه بـ 679 نسمة حسب الإحصاء الرسمي للسكان والسكنى لسنة 2004.

## روابط خارجية
- البوابة الوطنية للجماعات الترابية
- المندوبية السامية للتخطيط